# Kuwait Vandtårne
29°23′24″N 48°00′12″Ø / 29.39000°N 48.00333°Ø
Kuwait Vandtårne er tre tårne i Kuwait City i Kuwait opført i 1971-76 af den svenske arkitekt Sune Lindström. De blev åbnet for offentligheden i 1979 og er 187, 145,8 og 123 meter høje. De tjener hvert sit formål: det højeste er både vandtårn og restaurant med en udsigtskuppel 123 m.o.h.. Kuplen drejer sig om en midterakse med en omdrejningstid på en halv time; det mellemste fungerer alene som vandtårn; det laveste huser udstyr til kontrol af elektricitetsforbrug og belyser de to større tårne. De er opført i armeret beton.
Tårnene blev svært skadet af irakerne under deres besættelse af Kuwait fra 1990 til 1991.
Konstruktionen modtog Aga Khan Award for Architecture under første cyklus (1978-1980).